# Neoardelio alienus
Neoardelio alienus är en tvåvingeart som beskrevs av Frey 1964. Neoardelio alienus ingår i släktet Neoardelio och familjen bredmunsflugor.
Artens utbredningsområde är Myanmar. Inga underarter finns listade i Catalogue of Life.